# بیمارستان طالقانی (آبادان)
بیمارستان طالقانی یا (بیمارستان آرین سابق) واقع در استان خوزستان، شهرستان آبادان بیمارستانی است آموزشی و درمانی وابسته به دانشگاه علوم پزشکی و خدمات بهداشتی درمانی آبادان [با ۲۲۰ تخت ثابت که در سال ۱۳۵۳  خورشیدی تأسیس گردید. در سال ۱۳۷۳ بعلت خرابی‌های ناشی از جنگ این بیمارستان به صورت کلی بازسازی شد.
هم اکنون این بیمارستان دارای بخش‌های اورژانس، ICU،  CCU، جراحی عمومی، جراحی زنان، کودکان و نوزادان، زایشگاه، داخلی، رادیولوژی، آزمایشگاه، سی تی اسکن دندان پزشکی می‌باشد.